# Sabadim
Sabadim ist eine Gemeinde (Freguesia) im nordportugiesischen Kreis Arcos de Valdevez. In ihr leben 410 Einwohner (Stand 19. April 2021).

## Bauwerke
- Casa do Pomar
- Casa do Trogal